# Llosa de Ranes (ort)
Llosa de Ranes är en ort i Spanien.   Den ligger i provinsen Província de València och regionen Valencia, i den östra delen av landet, 300 km sydost om huvudstaden Madrid. Llosa de Ranes ligger 129 meter över havet och antalet invånare är 3 725.
Terrängen runt Llosa de Ranes är kuperad åt sydväst, men åt nordost är den platt. Runt Llosa de Ranes är det ganska tätbefolkat, med 139 invånare per kvadratkilometer. Närmaste större samhälle är Xàtiva, 3,9 km söder om Llosa de Ranes. 